# Muziek in 2005
Dit artikel gaat over muziek uit het jaar 2005.

## Klassieke muziek
- 11 januari: eerste uitvoering van Benjamin Brittens onvoltooide In Memoriam Dennis Brain, in een versie van Colin Matthews.
- 20 januari: eerste uitvoering van Symfonie nr. 7 van Philip Glass
- 1 februari: eerste uitvoering van Symfonie nr. 5 van Erkki-Sven Tüür
- 27 mei: eerste uitvoering van En broderfolkskonsert van Lasse Thoresen
- 29 juni: eerste uitvoering van The Path and the Traces van Erkki-Sven Tüür
- juli: eerste uitvoering van IXXU van Thomas Larcher
- 6 oktober: eerste uitvoering van Sculpture van Magnus Lindberg
- 13 oktober: eerste uitvoering van Fagotconcert van Kalevi Aho
- 27 oktober: eerste uitvoering van Callisto, het fluitconcert van Sally Beamish
- 15 november: eerste uitvoering van Capriccio nr. 3 van Leonardo Balada
- 19 november: eerste uitvoering van het Vioolconcert van Jonathan Leshnoff
- 6 december: eerste uitvoering van het Contrabasconcert van Kalevi Aho

## Popmuziek

### Prijzen
Bij de uitreiking van de MTV Video Music Awards heeft de Amerikaanse Punkrockband Green Day zeven prijzen gewonnen. Daaronder was de prijs voor de beste videoclip van het jaar.

## Wedstrijden
- Eurovisiesongfestival 2005
- Junior Eurovisiesongfestival 2005
- Koningin Elisabethwedstrijd 2005
- Nationaal Songfestival 2005
- Prinses Christinaconcours
- Eurovision Young Dancers 2005

## Festivals
- Live 8
- Pinkpop
- Lowlands
- Rock Werchter
- Pukkelpop
- Dour
- Beatstad

## Overige
- 3FM Serious Request

Muziek in: 1940 · 1941 · 1942 · 1943 · 1944 · 1945 · 1946 · 1947 · 1948 · 1949 · 1950 · 1951 · 1952 · 1953 · 1954 · 1955 · 1956 · 1957 · 1958 · 1959 · 1960 · 1961 · 1962 · 1963 · 1964 · 1965 · 1966 · 1967 · 1968 · 1969 · 1970 · 1971 · 1972 · 1973 · 1974 · 1975 · 1976 · 1977 · 1978 · 1979 · 1980 · 1981 · 1982 · 1983 · 1984 · 1985 · 1986 · 1987 · 1988 · 1989 · 1990 · 1991 · 1992 · 1993 · 1994 · 1995 · 1996 · 1997 · 1998 · 1999 · 2000 · 2001 · 2002 · 2003 · 2004 · 2005 · 2006 · 2007 · 2008 · 2009 · 2010 · 2011 · 2012 · 2013 · 2014 · 2015 · 2016 · 2017 · 2018 · 2019 · 2020 · 2021 · 2022 - 2023